# Marko Topič
Marko Topič, slovenski elektrotehnik, unverzitetni profesor, * 8. julij 1967, Ljubljana.
Marko Topič je doktoriral iz elektrotehniških znanosti (Univerza v Ljubljani, 1996) in je od leta 2006 redni profesor na Fakulteti za elektrotehniko v Ljubljani, kjer predava predmete iz elektronike, optoelektronike in fotovoltaike na dodiplomskem, magistrskem in doktorskem študiju. Je ustanovitelj in predstojnik Laboratorija za fotovoltaiko in optoelektroniko (od 2006 dalje). Od leta 2017 do 2023 je bil predstojnik Katedre za elektroniko. Od leta 2023 je dekan Fakultete za elektrotehniko. Njegova področja raziskovanja so osredotočena na fotovoltaiko, optoelektroniko in elektroniko s poudarkom na numeričnem modeliranju in napredni karakterizaciji elektronskih materialov in elementov. Od leta 2011 deluje kot nazivni profesor na Colorado State University. Imel je številna vabljena predavanja na mednarodnih konferencah (SPIE, OSA, …)  ter na tujih univerzah in inštitutih (Stanford, Princeton, Columbia, Loughborough, Berlin, Stuttgart, Erlangen, Utrecht, Delft, Leuven, Pariz, Palaiseau, Neuchatel, Rim, Lizbona, Madrid, Santa Fe…). 

## Članstva
Je član Slovenske akademije znanosti in umetnosti (SAZU, izredni 2021), Inženirske akademije Slovenije (IAS, izredni 2014, redni 2017) in dopisni član Mednarodne inženirske akademije (IAE, 2016).
V strokovnem društvu za mikroelektroniko, elektronske sestavne dele in materiale (Društvo MIDEM) je bil dolgoletni član izvršnega odbora (2002-2020) in predsednik društva (2011-2020), leta 2021 pa je postal častni predsednik društva MIDEM. V mednarodnem združenju IEEE je dolgoletni član, od leta 2005 ima naziv Senior Member. V mednarodnem združenju Optical Society of America (OSA) pa ima naziv Senior Member od leta 2019. (en:Optical society of america)
Marko Topič je pobudnik Slovenske platforme za fotovoltaiko in ustanovitelj ter dolgoletni predsednik Slovenske fotovoltaične konference SLO-PV. Od leta 2007 je član upravnega odbora Evropske tehnološke in inovacijske platforme za fotovoltaiko, ki ji je 8 let tudi predsedoval (2014-2022).

## Nagrade in priznanja
Marko Topič je prejemnik številnih nagrad in priznanj. Leta 2000 je prejel Zoisovo priznanje za pomembne dosežke v optoelektroniki in leta 2008 Zoisovo nagrado za vrhunske dosežke na področjih elektronike, fotovoltaike in optoelektronike.
Leta 2022 je dobil prestižno evropsko nagrado Alexander Edmond Becquerel za izjemne prispevke na področju fotovoltaike. (en:Becquerel Prize)